# Charlie Thomson
Charles Richard "Charlie" Thomson (født 2. marts 1930, død 6. januar 2009) var en skotsk fodboldspiller (målmand).
Efter at have startet sin karriere i hjemlandet hos Clyde skiftede Thomson i 1952 til Chelsea i England. Her var han i 1955 med til at sikre klubben sit første engelske mesterskab nogensinde.
Thomson skiftede i 1957 til Nottingham Forest, hvor han spillede frem til 1961. I 1959 var han med til at vinde FA Cuppen med klubben. Han spillede hele kampen i finalesejren på 2-1 over Luton Town.

## Titler
Engelsk mesterskab
- 1955 med Chelsea

FA Cup
- 1959 med Nottingham Forest